# Cliff Richey
Cliff Richey, né le 31 décembre 1946 à San Angelo, est un ancien joueur américain de tennis.

## Parcours dans les tournois duGrand Chelem

### En simple
| Année | Open d'Australie | Open d'Australie | Internationaux de France | Internationaux de France | Wimbledon      | Wimbledon     | US Open         | US Open     | Open d'Australie | Open d'Australie |
| ----- | ---------------- | ---------------- | ------------------------ | ------------------------ | -------------- | ------------- | --------------- | ----------- | ---------------- | ---------------- |
| 1963  | —                | —                | —                        | —                        | —              | —             | 2e tour (1/32)  | R. Emerson  | n.o.             | n.o.             |
| 1964  | —                | —                | 1er tour (1/64)          | I. Gulyás                | 2e tour (1/32) | A. Ashe       | 1/8 de finale   | R. Osuna    | n.o.             | n.o.             |
| 1965  | —                | —                | 3e tour (1/16)           | F. Stolle                | 3e tour (1/16) | J. Newcombe   | 3e tour (1/16)  | R. Emerson  | n.o.             | n.o.             |
| 1966  | —                | —                | 3e tour (1/16)           | N. Špear                 | 1/8 de finale  | T. Roche      | 2e tour (1/32)  | O. Davidson | n.o.             | n.o.             |
| 1967  | 1/4 de finale    | T. Roche         | —                        | —                        | 3e tour (1/16) | R. Ruffels    | 3e tour (1/16)  | J. Newcombe | n.o.             | n.o.             |
| 1968  | —                | —                | 1/8 de finale            | R. Emerson               | 2e tour (1/32) | D. Ralston    | —               | —           | n.o.             | n.o.             |
| 1969  | —                | —                | 1/8 de finale            | T. Okker                 | 2e tour (1/32) | R. Carmichael | 3e tour (1/16)  | F. Stolle   | n.o.             | n.o.             |
| 1970  | —                | —                | 1/2 finale               | Ž. Franulović            | 2e tour (1/32) | I. Năstase    | 1/2 finale      | T. Roche    | n.o.             | n.o.             |
| 1971  | —                | —                | 1/8 de finale            | I. Gulyás                | 1/4 de finale  | K. Rosewall   | 3e tour (1/16)  | J. Osborne  | n.o.             | n.o.             |
| 1972  | —                | —                | —                        | —                        | —              | —             | 1/2 finale      | A. Ashe     | n.o.             | n.o.             |
| 1973  | —                | —                | 1er tour (1/64)          | B. Borg                  | —              | —             | 1/8 de finale   | K. Rosewall | n.o.             | n.o.             |
| 1974  | —                | —                | —                        | —                        | —              | —             | —               | —           | n.o.             | n.o.             |
| 1975  | —                | —                | —                        | —                        | 1/8 de finale  | R. Ramírez    | 2e tour (1/32)  | E. Dibbs    | n.o.             | n.o.             |
| 1976  | —                | —                | —                        | —                        | —              | —             | 3e tour (1/16)  | J. Kodeš    | n.o.             | n.o.             |
| 1977  | —                | —                | —                        | —                        | —              | —             | 2e tour (1/32)  | J. Kodeš    | —                | —                |
| 1978  | n.o.             | n.o.             | 1er tour (1/64)          | B. Giltinan              | —              | —             | 1er tour (1/64) | V. Amaya    | —                | —                |

N.B. : à droite du résultat se trouve le nom de l'ultime adversaire.

### En double
Résultats à partir de 1968.
| Année | Open d'Australie | Open d'Australie | Internationaux de France         | Internationaux de France | Wimbledon                  | Wimbledon               | US Open                       | US Open                |
| ----- | ---------------- | ---------------- | -------------------------------- | ------------------------ | -------------------------- | ----------------------- | ----------------------------- | ---------------------- |
| 1968  | —                | —                | 2e tour (1/16) B. Phillips-Moore | J.-C. Barclay G. Goven   | 2e tour (1/16) J. McManus  | G. Battrick P. Hutchins | —                             | —                      |
| 1969  | —                | —                | 1/8 de finale R. Maud            | T. Okker M. Riessen      | 2e tour (1/16) R. Maud     | C. Drysdale R. Taylor   | 1er tour (1/32) H. Fitzgibbon | J. Newcombe T. Roche   |
| 1970  | —                | —                | 1er tour (1/64) B. MacKay        | L. Lumsden D.R. Russell  | 1er tour (1/32) R. Ruffels | K. Rosewall F. Stolle   | —                             | —                      |
| 1971  | —                | —                | 1/4 de finale A. Metreveli       | R. Carmichael R. Ruffels | 1er tour (1/32) T. Gorman  | B. Bertram B. Freer     | 2e tour (1/16) R. Holmberg    | M. Estep S. Stewart    |
| 1972  | —                | —                | —                                | —                        | —                          | —                       | 1er tour (1/32) G. Battrick   | P. Gerken B. Gottfried |

N.B. : le nom du ou de la partenaire se trouve sous le résultat ; le nom des ultimes adversaires se trouve à droite.